# Rally de Ferrol de 2005
El Rally de Ferrol de 2005, oficialmente 36.º Rallye de Ferrol, fue la trigésimo sexta edición y la séptima cita de la temporada 2005 del Campeonato de España de Rally. Fue también puntuable para la Copa Citroën C2. Se celebró del 2 al 3 de septiembre y contó con un itinerario de once tramos que sumaban un total de 154 km cronometrados. La prueba entró en el calendario del nacional luego de veinticinco años sin estar presente y sustituyendo al rally de Madrid.

## Itinerario
| Día   | Tramo | Nombre               | Distancia | Hora |
| ----- | ----- | -------------------- | --------- | ---- |
| Día 1 | TC1   | Doroña-Vilarmaior    | 11.75 km  |      |
| Día 1 | TC2   | Monfero-O Xestal     | 19.03 km  |      |
| Día 1 | TC3   | A Viña-As Travesas   | 9.25 km   |      |
| Día 1 | TC4   | Doroña-Vilarmaior    | 11.75 km  |      |
| Día 1 | TC5   | Monfero-O Xestal     | 19.03 km  |      |
| Día 1 | TC6   | Ferrol-Ferrol        | 7.23 km   |      |
| Día 1 | TC7   | Narahío-S. Saturniño | 11.71 km  |      |
| Día 1 | TC8   | Ferreira-As Somozas  | 23.10 km  |      |
| Día 1 | TC9   | Ferrol-Ferrol        | 7.23 km   |      |
| Día 1 | TC10  | Narahío-S. Saturniño | 11.71 km  |      |
| Día 1 | TC11  | Ferreira-As Somozas  | 23.10 km  |      |

## Clasificación final
| Pos. | Piloto               | Copiloto               | Automóvil                    | Tiempo    | Diferencia |
| ---- | -------------------- | ---------------------- | ---------------------------- | --------- | ---------- |
| 1.   | Dani Sordo           | Marc Martí             | Citroën C2 S1600             | 1:40:41.6 | 0.0        |
| 2.   | Armindo Araújo       | Miguel Ramalho         | Mitsubishi Lancer Evo VIII M | 1:41:51.5 | +1:09.9    |
| 3.   | Santi Concepción     | Germán Bello           | Citroën C2 S1600             | 1:44:44.1 | +4:02.5    |
| 4.   | Sergio Vallejo       | Diego Vallejo          | Fiat Punto S1600             | 1:44:50.8 | +4:09.2    |
| 5.   | Fransico José Suárez | Mario Jesús Quintero   | Mitsubishi Lancer Evo VIII   | 1:45:31.0 | +4:49.4    |
| 6.   | Alberto Hevia        | Alberto Iglesias       | Renault Clio S1600           | 1:45:35.0 | +4:53.4    |
| 7.   | David Colldecarrera  | Xavier Lozano          | Mitsubishi Lancer Evo VIII   | 1:46:41.0 | +5:59.4    |
| 8.   | José Fernando Rico   | Sergio Martínez Luaces | Citroën C2 GT                | 1:47:09.1 | +6:27.5    |
| 9.   | Sergio López-Fombona | Enrique Velasco        | Renault Clio S1600           | 1:47:29.7 | +6:48.1    |
| 10.  | Carlos Márquez       | Aintzane Goñi          | Citroën C2 GT                | 1:47:46.6 | +7:05.0    |